# Петру Майор
Петру Майор (на румънски: Petru Maior) е румънски историк и езиковед.
Роден е през 1761 година в Марошвашархей. Той става униатски свещеник и работи в областта на румънската история и езикознания, утвърждавайки се като една от водещите фигури на Траниславнската школа. Той има принос към развитието на книжовния румънски език, включително утвърждаването на буквите ș и ț.
Петру Майор умира на 14 февруари 1821 година в Будапеща.